# Etylbutanoat
Etylbutanoat,  även känt som etylbutyrat, eller smöreter, är en ester med formeln C6H12O2. Ämnet kan framställas genom en kondensationsreaktion mellan etanol och butansyra. Det är lösligt i propylenglykol, paraffinolja och fotogen.
På grund av etylbutanoatets doft och smak, som liknar ananas, används det ofta som smakförstärkare i bearbetade apelsinjuicer. Det förekommer också naturligt i många frukter, om än i lägre koncentrationer.

## Framställning
Etylbutanoat kan syntetiseras genom att reagera etanol med smörsyra. Detta är en kondensationsreaktion, vilket innebär att vatten produceras i reaktionen som en biprodukt. Etylbutanoat från naturliga källor kan särskiljas från syntetiskt etylbutanoat genom stabil isotopkvotanalys (SIRA).

## Användning
Etylbutanoat används ofta som konstgjorda smakämnen som liknar apelsinjuice och används därför i nästan alla apelsinjuicer som säljs, även i de som säljs som "färska" eller "koncentrerade". Det används också i alkoholhaltiga drycker (t.ex. martinis, daiquiris etc.), som lösningsmedel i parfymprodukter och som mjukgörare för cellulosa.
Etylbutanoat är en av de vanligaste kemikalierna som används i smaker och dofter. Den kan användas i en mängd olika smaker som apelsin (vanligast), körsbär, ananas, mango, guava, bubbelgum, persika, aprikos, fikon och plommon. I industriell användning är det också en av de billigaste kemikalierna, vilket bara ökar dess popularitet.

## Egenskaper
| Egenskap                    | Värde                |
| --------------------------- | -------------------- |
| Kritisk temperatur (Tc)     | 296 °C (569 K)       |
| Kritiskt tryck (pc)         | 3.10 MPa (30,64 bar) |
| Kritisk densitet (ρc)       | 2.38 mol.l−1         |
| Brytningsindex (n) at 20 °C | 1,390 - 1,394        |

## Identifikatorer
- PubChem 7762
- EG-nummer 203-306-4